# Sjoelban
De Sjoelban (Russisch: Сюльбан) is een 127 kilometer lange rivier in het zuiden van Siberië. De rivier stroomt door het district Kalar in het noorden van de Russische kraj Transbaikal en is een zijrivier van de Koeanda binnen het stroomgebied van de Lena.
De rivier ontspringt op de hellingen van de bergketen Kodar bij de samenvloeiing van de bronrivieren Pravy Sjoelban en Levy Sjoelban (respectievelijk "rechter"- en "linker"-Sjoelban). Het stroomgebied van de rivier omvat 1770 km² en bevat 46 zijrivieren en 183 meren en meertjes. De rivier is van oktober tot begin mei bevroren.
Langs de benedenloop van de rivier loopt de Spoorlijn Baikal-Amoer.

## Dorp
Rond januari 1950 werd de kleine nederzetting Sjoelban gesticht aan beide zijden van de rivier bij de instroom van de rivier de Chadatkanda die samenhing met de vondst van uranium in augustus 1949 en gelinkt was aan een groter kamp bij de Marmerkloof. Deze nederzetting bestond uit een tentenkamp waar enkele honderden gevangenen werkten in de mijnbouw en een daaraan gekoppelde ertsveredelingsinstallatie en aangrenzende gebouwen voor burgerpersoneel en kampbewaking. Er bevonden zich onder andere een aantal opslagplaatsen en een varkenshouderij. Even verderop lag een kleine landingsbaan voor het aanvoeren van voorraden en het versturen van het erts naar uraniumverrijkingsinstallaties elders in het land. Een onvoltooide winterweg moest het dorp verbinden met het kampbestuur in Sinelga ten zuidwesten van de Tsjarazanden. Het dorp werd na het sluiten van het kamp in 1951 weer verlaten.